# Distrikt Lisabon
Distrikt Lisabon (portugalsky Distrito de Lisboa) je jeden z distriktů Portugalska. Leží severním břehu ústí Teja na území bývalé provincie Estremadura, s výjimkou obcí Azambuja a Vila Franca de Xira, které patří pod Ribatejo.
Na severu sousedí s distriktem Leiria, na východě s distriktem Santarém, na jihu s distriktem Setúbal a na západě jej omývá Atlantský oceán. Rozloha činí 2761 km², distrikt je tedy jedním z nejmenších; zároveň je však nejlidnatější, neboť zahrnuje hlavní město Lisabon a většinu jeho aglomerace. V roce 2006 zde žilo 2 124 426 obyvatel.

## Obce
Distrikt čítá 16 obcí (municípios). Devět z nich je součástí lisabonské metropolitní oblasti, šest pak regionu Centro a meziokresních společenství Oeste a jedna obec náleží do regionu Alentejo a společenství Lezíria do Tejo.
- Metropolitní oblast Lisabonu
  - Amadora
  - Cascais
  - Lisboa
  - Loures
  - Mafra
  - Odivelas
  - Oeiras
  - Sintra
  - Vila Franca de Xira
- Oeste, region Centro
  - Alenquer
  - Arruda dos Vinhos
  - Cadaval
  - Lourinhã
  - Sobral de Monte Agraço
  - Torres Vedras
- Lezíria do Tejo, region Alentejo
  - Azambuja